# 桃城区
桃城区（とうじょう-く）は中華人民共和国河北省衡水市に位置する市轄区。

## 歴史
596年（開皇16年）、隋朝により設置された衡水県を前身とする。県治は当初区南西部の旧城村に設置されたが、1415年（永楽13年）に現在地に遷された。
1982年に城区に県級の衡水市が設置され、翌年には衡水県が廃止され衡水市に統合された。1996年に地級市の衡水市が成立するに当たり、県級の衡水市は桃城区と改称され現在に至る。

## 行政区画
- 街道:河西街道、河東街道、路北街道、中華大街街道
- 鎮:鄭家河沿鎮、趙家圏鎮、鄧荘鎮、魏家屯鎮
- 郷:何家荘郷、大麻森郷、彭杜村郷